# 6737 Okabayashi
6737 Okabayashi este un asteroid din centura principală de asteroizi.

## Descriere
6737 Okabayashi este un asteroid din centura principală de asteroizi. A fost descoperit pe 15 martie 1993 la Kitami de Kin Endate și Kazuro Watanabe. Asteroidul prezintă o orbită caracterizată de o semiaxă mare de 2,33 ua, o excentricitate de 0,12 și o înclinație de 0,8° în raport cu ecliptica.